# The Good, the Bad & the Queen
The Good, the Bad & the Queen ist der Name eines Musikprojekts von Blur-Frontmann Damon Albarn, gleichzeitig der Titel des ersten Albums der Band. Ursprünglich hatte Albarn ein Solo-Album geplant, wandelte aber das Projekt im Juli 2006 laut dem New Musical Express (NME) in eine Band mit von ihm selbst ausgewählten Mitgliedern um.

## Bandgeschichte

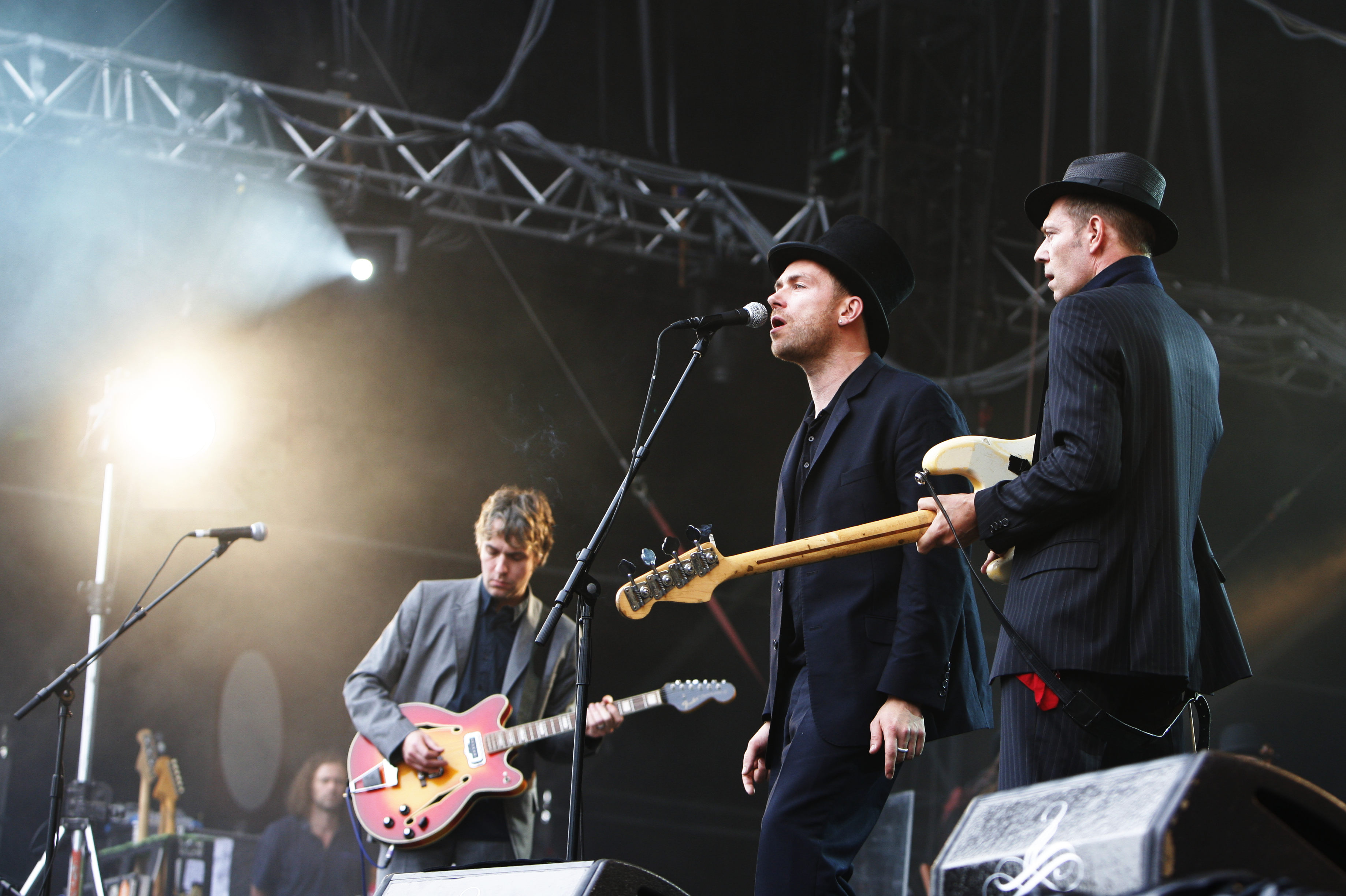
The Good, the Bad & the Queen bei den Eurockéennes (2007)

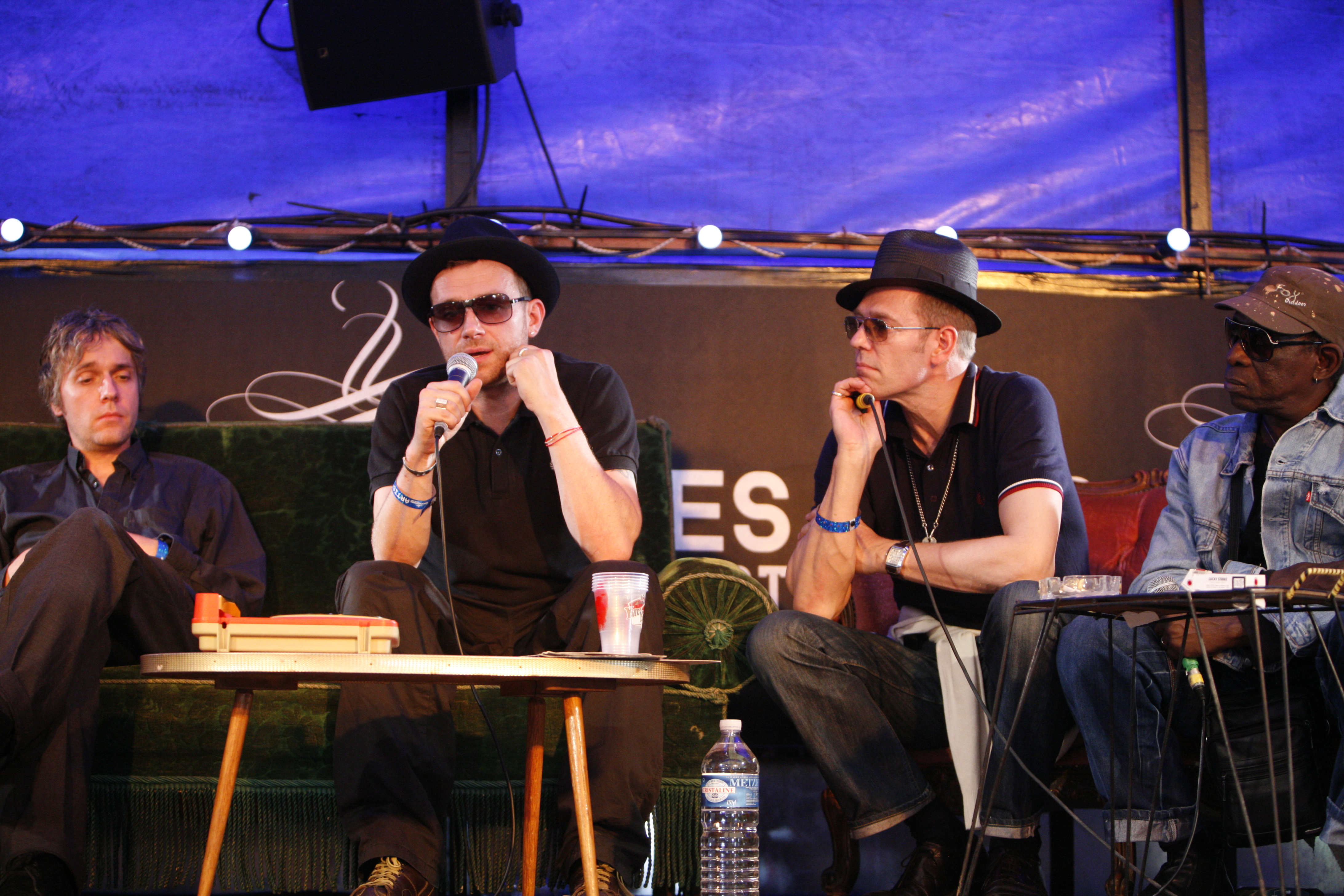
The Good, the Bad & the Queen bei einem Interview (2007)

Im Sommer 2004 begann Damon Albarn, der Frontmann von Blur und Erfinder der Gorillaz, gemeinsam mit dem nigerianischen Schlagzeuger Tony Allen und Blurs Ersatzgitarristen Simon Tong an einem Musikprojekt zu arbeiten. Albarn hatte die Vision, die europäische und die afrikanische Musik auf einem Album zu vereinen: „Ich wollte ein Album machen, zu dem die Engländer einen Zugang haben, bei dem sie aber auch exotische neue Sachen für sich selbst entdecken können.“ Das Trio nahm in Nigeria einige Lieder auf, jedoch fehlte allen Stücken ein Bass-Part. Albarn fragte dazu bei Paul Simonon an, einem der Punk-Veteranen von The Clash. Simonon betätigte sich seit der Auflösung von The Clash als Maler und wohnte nur einige Straßen von Albarn entfernt im Londoner Viertel Notting Hill. „Es passiert nicht jeden Tag, dass man von einem Genie wie Damon Albarn zum Tee eingeladen wird. Also bin ich rüber zu ihm, und mit dem ersten Treffen war die Geburt der Band besiegelt“, so Simonon rückblickend. Außerdem gewann Albarn den DJ Danger Mouse, der mit Gnarls Barkley von sich reden gemacht hatte, als Produzenten. Im Interview mit dem Berliner Stadtmagazin Zitty stellt Albarn die Entstehung der Band folgendermaßen dar: „Wir haben uns getroffen, hingen immer öfter zusammen ab und beschlossen schließlich, nach Nigeria zu reisen. Dann fing ich mir dort unten eine kleine Identitätskrise ein, kam zurück und Paul Simonon schaute vorbei. Damit war die Idee geboren. Die Geschichte lag dann etwas auf Eis, weil ich zwischendurch noch das Gorillaz-Album (Demon Days) eingeschoben habe.“
Die Schweizer Weltwoche beschrieb den Musikstil so: „Der Sound ähnelt dem Darkpop der zweiten Gorillaz minus Hip-Hop plus Reggae, Dub, Afrobeat. Immer eine Mischung, nie eine reine Form.“
Die erste Single Herculean erschien am 30. Oktober 2006 in Großbritannien. Der Single voraus ging ein Auftritt der Band in der Sendung Electric Proms der BBC aus dem wiedereröffneten Roundhouse in Camden am 26. Oktober. Zuvor gab es drei Probeauftritte in East Prawle in den Pubs Pig's Nose Inn, Ilfracombes Marlboro Club und The Exeter Cavern Club. Das Debütalbum The Good, the Bad & the Queen erschien im Januar 2007 beim Label Parlophone. Der Titel ist eine Anspielung auf den englischen Titel des Films Zwei glorreiche Halunken von Sergio Leone (1966): The Good, the Bad and the Ugly. Thematisch befasst sich die Platte mit London, im Fokus stehen vor allem die westlichen Viertel rund um W 10 und das in diesen Vierteln große Thema: das Zusammenleben verschiedener Kulturen, verschiedener Bevölkerungsschichten.
Das zweite große Konzert nach dem Electric-Proms-Auftritt gab die Band am 12. Dezember 2006 in Wilton’s Music Hall, wo 300 von den Musikern ausgewählte Fans die Band als Auftakt der MySpace-Aktion „The List“ sehen konnten. Eine Woche vor Erscheinen des Albums kam in Großbritannien eine zweite Single, Kingdom of Doom, auf den Markt.
Am 4. April 2007 war das Album The Good, the Bad & the Queen die erste EMI-Veröffentlichung, die im neuen Format ohne DRM als qualitativ hochwertige MP3-Dateien (320 kbit/s) vorlag. Gleichzeitig war es das erste EMI-Album, das bei iTunes ohne Kopierschutz verfügbar war.
Im Gespräch mit dem NME Anfang März 2007 erzählte Damon Albarn von den Zukunftsplänen der Band. Anfang September 2007 soll es eine Aufnahmesession geben, deren Resultat kurz darauf veröffentlicht werden soll: „We're going to do another whole recording session in early September. It will be totally different, more funky. We'll try to get it out in early autumn.“ (etwa: „Wir werden uns Anfang September noch einmal für Aufnahmen in ein Tonstudio begeben. Es wird völlig anders werden, Funk-lastiger, aber auch: extravaganter. Wir werden versuchen, die Ergebnisse im frühen Herbst zu veröffentlichen.“)
Am 16. November 2018 erschien ein neues Album mit dem Namen Merrie Land. Im Vorlauf dazu waren bereits die beiden Songs Merrie Land und Guns to the Head veröffentlicht worden.

## Diskografie

### Herculean (Single)
Herculean ist die erste Singleauskopplung der Band The Good, the Bad & the Queen. Sie kam in Großbritannien am 30. Oktober 2006 in den Handel, war aber bereits am 9. Oktober im iTunes Music Store verfügbar. In der ersten Woche befand sich die Single auf Platz 22 der britischen Singlecharts, in der nächsten Woche stürzte sie auf Platz 72 ab und war in der Woche darauf nicht mehr unter den ersten 75 Singles zu finden. Für ihr musikalisches Debüt ließ sich die Band etwas Besonderes einfallen: Nur einen Tag lang war die Single in den Läden verfügbar, danach konnte sie nur noch bei Online-Musikdiensten erstanden werden.
Die Fachpresse beurteilte die Single positiv. So schrieb das Q-Mag: „Erinnert an Blurs stärkere Momente – man denke an die Balladen auf ‚13‘ – oder sogar, flüstere es, Radiohead.“ (Original: „Much like Blur's weirder moments – think the ballads of 13 – or even, whisper it, Radiohead.“) Auch der NME lobte: „Damon [Albarn] zeichnet ein mystisches London, in dessen Herzen geisterhafte glitzernde Dub-Landschaften pochen.“ (Original: „Damon pinning for a mythic London while a ghostly, glittering dub-soundscape throbs away beneath him.“)
Auf der Promo-Variante der CD befanden sich die Radio- und die Albumversion des Liedes. Auf der Vinyl-Variante ist neben Herculean auch das Lied Mr. Whippy (mit Eslam Jawaad) zu finden. Auf der Digipak-Ausgabe ist zusätzlich noch das Lied Back in the Day vorhanden.
Für die Covergestaltung ist das Bandmitglied Paul Simonon verantwortlich.

### Kingdom of Doom (Single)
Kingdom of Doom erschien in Großbritannien am 15. Januar 2007 als zweite Single von The Good, the Bad & the Queen. Es existiert neben einer herkömmlichen CD-Ausgabe auch zwei verschiedene Vinyl-Versionen. Außerdem wurde ein Live-Mitschnitt des Liedes aus dem Konzert im Roundhouse zum Download verfügbar gemacht.
Auf der ersten Vinyl-Version befindet sich neben dem Lied noch ein Live-Mitschnitt des Songs The Good, the Bad & the Queen aus dem Konzert im Tabernacle. Die zweite Vinyl-Version enthält Kingdom of Doom und Start Point (Sketches of Devon). Auf der CD-Ausgabe sind als B-Seiten Hallsands Waltz (Sketches of Devon) und ein Live-Mitschnitt von The Bunting Song aus dem Konzert im Tabernacle zu finden.
Das Cover zeigt einen Detailabschnitt einer Radierung von Wenzel Hollar aus The Tower of London. In the History of the Nation.
Die höchste Chartposition der Single in den britischen Singlecharts war Platz 20.

### Green Fields (Single)
Die dritte Single aus dem Album The Good, the Bad & the Queen erschien am 2. April 2007 in Großbritannien. Neben dem digitalen Format als Download erschien die Single wieder in drei verschiedenen physischen Formaten. Das CD-Format enthält Green Fields in zwei Versionen, den Titel England, Summer (In Black & White) Polling Day, sowie ein Video zu Kingdom of Doom. Die Single erschien außerdem wieder in zwei Vinyl-Versionen. Teil 1 der Vinyl-Variante als grünfarbenes Vinyl, bei Teil 2 steckt die schwarzfarbene Vinyl-Single in einem Klappcover.
Die höchste Chartposition der Single in den britischen Singlecharts war Platz 51.

### The Good, the Bad & the Queen (Album)
Das selbstbetitelte Debütalbum von The Good, the Bad & the Queen wurde am 22. Januar 2007 bei der EMI-Tochter Parlophone veröffentlicht. In Japan erschien es bereits am 17. Januar, in den Vereinigten Staaten am 23. Januar und in Deutschland am 26. Januar. Dabei wurde nur in Großbritannien eine Vinyl-LP-Edition veröffentlicht. Des Weiteren wurde eine Limited Edition veröffentlicht, der eine Bonus-DVD mit Live-Mitschnitten diverser Songs des Auftritts im Tabernacle sowie Filmmaterial von den Proben beiliegt. Auch in Deutschland liegt der Special Edition des Albums diese Bonus-DVD bei.
Laut dem Booklet zeigt das Plattencover einen Ausschnitt aus dem Gemälde „The Tower and the Mint“ des Malers Thomas Shotter Boys, das Mitte des 19. Jahrhunderts entstand. In einem Interview erklärte die Band jedoch, das Bild stamme von einem Maler namens Will Banket, der Mitte des 18. Jahrhunderts die brennende Londoner Münzanstalt gezeichnet haben soll. Das Booklet wurde mit Zeichnungen von Paul Simonon gestaltet. Für das Bandfoto ist Pennie Smith verantwortlich, die schon für The Clash und andere bekannte Rockgruppen fotografierte.
Die Feuilletons reagierten zumeist positiv auf das Album. Die Frankfurter Rundschau berichtete von der „sperrigen Schönheit“ des Albums und erklärt, dass man um den Künstler Albarn nicht herumkomme. Der österreichische Kurier schrieb: „Simonons dub-getränkte Basslinien geben dabei den Ton an und werden von Allens Afrobeat-Rhythmusverständnis untermauert. Albarn packt das Ganze mit seinem songorientierten Habitus in einen Rahmen, der weniger Multikulti-Versuch, sondern tatsächliche Identität offenbart. Von den frühen psychedelischen Pop-Bands der Sixties, über Eckpfeiler britischer Popkultur wie XTC, The Clash und letztlich auch Blur, bis hin zu afrikanischen, indischen und karibischen Einflüssen reichen die Mosaiksteine, die Albarn und Co zu einem neuen Bild zusammengefügt haben.“ Die Süddeutsche Zeitung konstatierte, dass Albarn als einziger der Britpop-Stars diese Ära künstlerisch unbeschadet überstanden habe, weswegen er nun in einem Atemzug mit David Bowie und Syd Barrett genannt werden könne. Das Album sei herausragend, weil es so „leise und unangestrengt“ sei. Die taz meinte, dass „so seltsame Vermischungen wie Ennio-Morricone-Western-Gezwirbel, Kirmesmelodien, Afrobeat und Bassbomben ausgezeichnet zusammen“ gingen. Die Wiener Zeitung schrieb: „Die Mitstreiter bei seinem neuen Projekt haben ihre Sache ganz unangestrengt erledigt: uneigennützig, unspektakulär, aber wirksam bauen sie einen rhythmischen Kokon rund um die Albarn‘schen Melodien, die ihre Verführungskraft auf diesem soliden Fundament erst voll entfalten können.“

### Merrie Land
Am 16. November 2018 erschien Merrie Land, das zweite Album von The Good, the Bad & the Queen. Es wurde von Tony Visconti produziert.